# 石巻あゆみ野駅
石巻あゆみ野駅（いしのまきあゆみのえき）は、宮城県石巻市あゆみ野にある東日本旅客鉄道（JR東日本）仙石線の駅である。
高城町駅より東北本線に直通する仙石東北ラインの一部列車も停車する。

## 歴史
石巻あゆみ野駅は石巻市が事業費約4億8200万円を全額負担した請願駅である。
東北地方太平洋沖地震（東日本大震災）前より、陸前赤井駅と蛇田駅の間にある東松島市柳ノ目地区（北緯38度26分6.6秒 東経141度15分17秒 / 北緯38.435167度 東経141.25472度）に新駅「柳の目駅」（仮称）を設置する構想が浮上し、東松島市・石巻市の市議会議員や宮城県議会議員などが実現に向かって活動していた。しかしながら、2011年（平成23年）3月11日に発生した東北地方太平洋沖地震（東日本大震災）の影響で、この新駅構想は一時立ち消え状態になった。
その後、柳ノ目地区に隣接する石巻市新蛇田地区が、東北地方太平洋沖地震（東日本大震災）の被災者の集団移転先となり、新市街地が形成されることから、石巻市とJRが新蛇田地区への新駅設置の協議を始めた。2013年（平成25年）11月21日に、石巻市とJR東日本は「蛇田新駅（仮称）」設置について基本合意し、駅舎基本設計の協定を締結した。
2015年（平成27年）2月5日に、JR東日本は新駅の名称を「石巻あゆみ野駅」とすることを発表した。位置は起点のあおば通から（全線復旧以前の旧ルート基準で）46.4キロメートル付近となる。駅名には「復興、未来、新生活への歩み」を進めてほしいという思いが込められている。当初は2015年（平成27年）の仙石線の全線復旧に合わせて駅開業を目指すとしていたが、開業日は2016年（平成28年）3月26日となった。
当駅は、石巻市が将来的に約5,500人の新市街地居住を想定し、東北地方太平洋沖地震（東日本大震災）の被災者向け住宅地として整備が進む新蛇田、新蛇田南地区の「復興ニュータウン」内にあるが、前述の通り東松島市に近接しており、同市側にも災害公営住宅が建設されている。
駐輪場の整備には、JRに仙石線新駅設置を求めていた仮称柳ノ目駅設置促進期成同盟会石巻西高関係団体部会が石巻市に寄付した約451万円が充てられた。

### 年表
- 2013年（平成25年）11月21日：石巻市とJR東日本が、「蛇田新駅（仮称）」設置についての協定を締結[新聞 2]。
- 2015年（平成27年）2月5日：駅名が「石巻あゆみ野駅」に決定[報道 3]。
- 2016年（平成28年）3月26日：開業[報道 1][報道 2]。
- 2017年（平成29年）3月4日：仙石東北ラインの一部列車が当駅に停車開始[報道 4]。
- 2024年（令和6年）10月1日：えきねっとQチケのサービスを開始[1][報道 5]。

## 駅構造
単式ホーム1面1線を有する無人駅である。待合室の中に自動券売機が、出入口に簡易Suica改札機が設置されている。付帯設備として、駅北側に駅前広場を造り、駐車場や屋根付き駐輪場（自転車231台、バイク6台収容）、公衆トイレが設置されている。

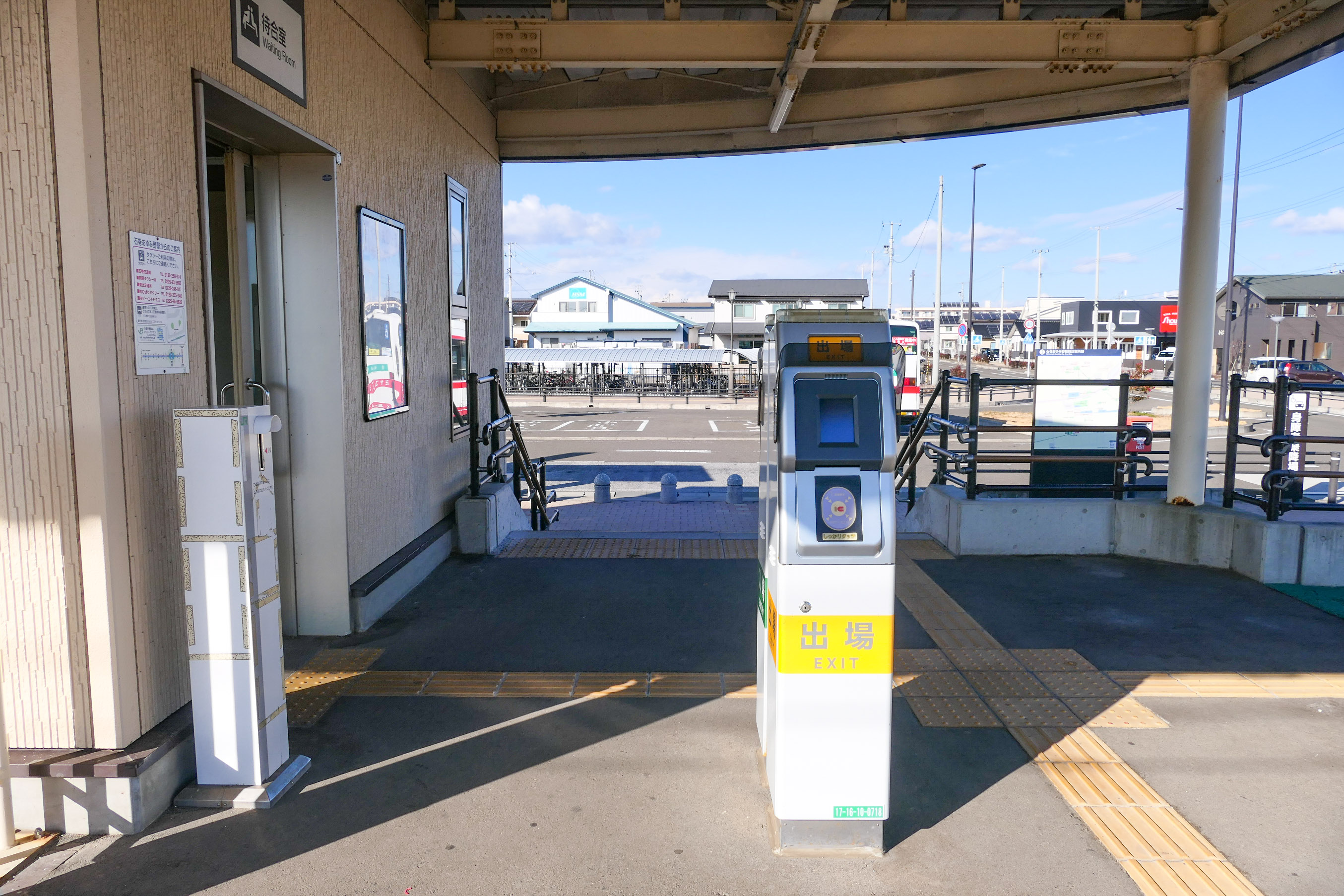
改札口（2025年1月）
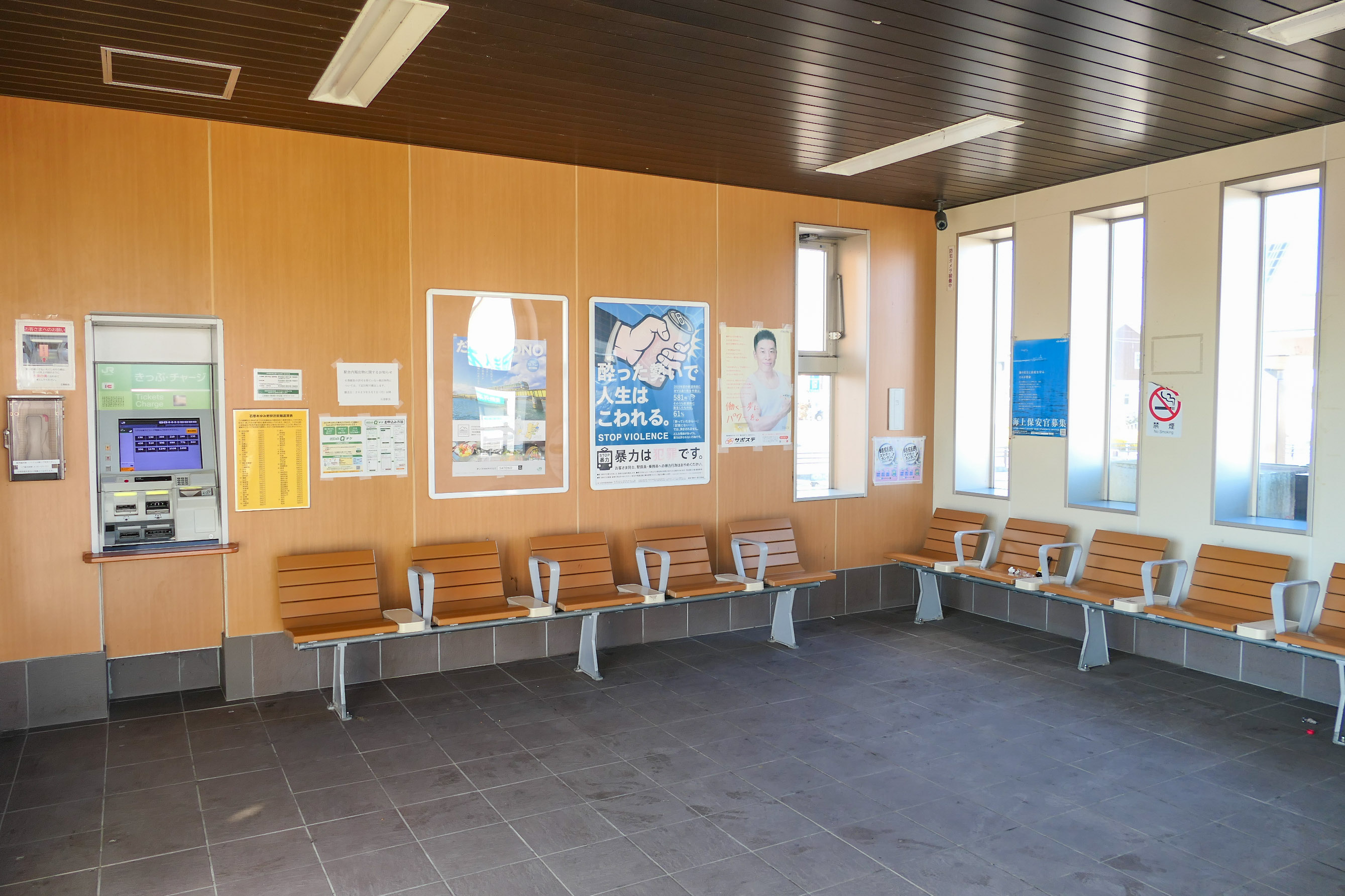
駅舎内（2025年1月）
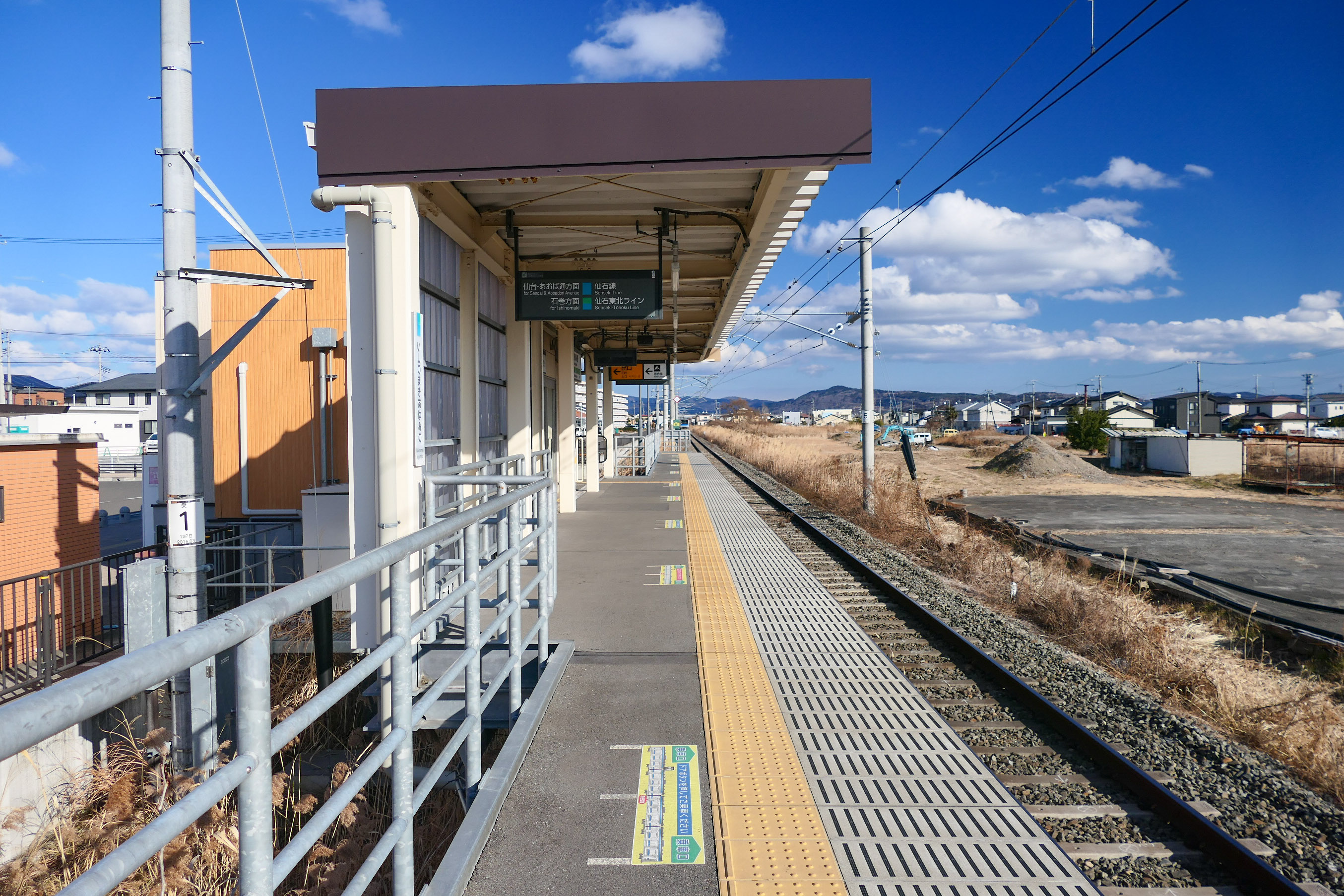
ホーム（2025年1月）

## 駅周辺
2017年（平成29年）1月30日より路線バスの乗り入れが開始（ミヤコーバス石巻免許センター線）された。2018年（平成30年）10月1日の路線再編により、当駅を始発・終着とする路線（河北線、蛇田線、中里線）が新設されている。

### 駅北側
- 宮城県石巻合同庁舎[新聞 7]
- 宮城県石巻西高等学校
- 仙台法務局石巻支局
- いしのまき農業協同組合 営農経済センター
- 宮城県立石巻高等専門学校
- ヨークベニマル石巻蛇田店
- イオンモール石巻
- ヤマダ電機テックランド石巻店
- 三陸沿岸道路 石巻河南インターチェンジ
- 石巻市立蛇田中学校

### 駅南側
- 石巻市立青葉中学校
- 石巻運転免許センター
- 国道45号
- 仙石病院
- 支那そばや 石巻（現在店舗改装のため長期休業中、ラーメンの鬼佐野実創業「支那そばや」ののれん分けの店[7][8]）

## 隣の駅
東日本旅客鉄道（JR東日本）
■仙石線
■普通
陸前赤井駅 - 石巻あゆみ野駅 - 蛇田駅
■■仙石東北ライン
■特別快速
通過
■快速（赤快速）（一部列車のみ）・■快速（緑快速）（上りの一部列車のみ）
陸前赤井駅 - 石巻あゆみ野駅 - 蛇田駅

### 報道発表資料
1. 1 2 3  『2016年3月ダイヤ改正について』（PDF）（プレスリリース）東日本旅客鉄道、2015年12月18日、7頁。オリジナルの2020年5月28日時点におけるアーカイブ。2020年5月28日閲覧。
2. 1 2 3  『2016年3月ダイヤ改正について』（PDF）（プレスリリース）東日本旅客鉄道仙台支社、2015年12月18日。オリジナルの2020年5月28日時点におけるアーカイブ。2020年5月28日閲覧。
3. 1 2 3 4  『仙石線に新駅を設置いたします』（PDF）（プレスリリース）東日本旅客鉄道仙台支社、2015年2月5日。オリジナルの2020年5月28日時点におけるアーカイブ。2017年3月9日閲覧。
4. ↑  『2017年3月ダイヤ改正および新駅開業等について』（PDF）（プレスリリース）東日本旅客鉄道仙台支社、2016年12月16日。オリジナルの2016年12月16日時点におけるアーカイブ。2017年3月9日閲覧。
5. ↑  『Suicaエリア外もチケットレスで! 東北エリアから「えきねっとQチケ」がはじまります』（PDF）（プレスリリース）東日本旅客鉄道、2024年7月11日。オリジナルの2024年7月11日時点におけるアーカイブ。2024年8月11日閲覧。

### 新聞記事
1. 1 2 3 4  「石巻あゆみ野駅、地域のシンボルに 交通の利便性向上」『石巻かほく』2016年3月25日。オリジナルの2016年3月28日時点におけるアーカイブ。2024年10月7日閲覧。
2. 1 2  「仙石線「蛇田新駅」設置へ 石巻市とJR基本合意」『河北新報』2013年11月22日。オリジナルの2013年11月27日時点におけるアーカイブ。2024年10月7日閲覧。
3. ↑  「石巻・青葉西地区で宅地開発計画 事業準備委、市に市街化編入要望」『石巻かほく』2015年2月20日。オリジナルの2015年5月30日時点におけるアーカイブ。2024年10月7日閲覧。
4. ↑  「仙石線新駅設置へ 石巻市議会に説明 東松島市と勉強会」『石巻かほく』2013年9月7日。オリジナルの2013年11月5日時点におけるアーカイブ。2024年10月7日閲覧。
5. ↑  「石巻市議会一般質問 仙石線「蛇田新駅」、全線復旧より遅れる見通し」『石巻かほく』2013年9月26日。オリジナルの2013年11月5日時点におけるアーカイブ。2024年10月7日閲覧。
6. ↑  「＜仙石線＞新蛇田地区に「石巻あゆみ野」駅」『河北新報』2015年2月6日。オリジナルの2015年2月6日時点におけるアーカイブ。2024年10月7日閲覧。
7. ↑  「県石巻合同庁舎移転　一部機関の業務始まる　石巻・蛇田」『石巻かほく』2018年2月27日。オリジナルの2018年4月30日時点におけるアーカイブ。2018年4月30日閲覧。